# Iphiaulax meraukensis
Iphiaulax meraukensis är en stekelart som beskrevs av Cameron 1907. Iphiaulax meraukensis ingår i släktet Iphiaulax och familjen bracksteklar. Inga underarter finns listade i Catalogue of Life.